# نوني مادويكي
نوني مادويكي (بالإنجليزية: Noni Madueke) (مواليد 10 مارس 2002) هو لاعب كرة قدم إنجليزي يلعب في مركز الوسط المهاجم في نادي تشيلسي.

## روابط خارجية
- نوني مادويكي على موقع الاتحاد الأوربي (الإنجليزية)
- نوني مادويكي على موقع إي إس بي إن إف سي (الإنجليزية)
- نوني مادويكي على موقع قاعدة بيانات كرة القدم.إي يو (الإنجليزية)
- نوني مادويكي على موقع ليكيب (الفرنسية)
- نوني مادويكي على موقع ناشيونال فوتبول تيمز (الإنجليزية)
- نوني مادويكي على موقع Soccerbase.com (لاعب) (الإنجليزية)
- نوني مادويكي على موقع Soccerway.com (الإنجليزية)
- نوني مادويكي على موقع عالم كرة القدم.نت (الإنجليزية)
- نوني مادويكي على موقع AS.com (الإسبانية)